# Bla bla bla (romanzo)
Bla bla bla è un romanzo di Giuseppe Culicchia del 1997.

## Trama
Il protagonista del libro all'inizio si trova in un centro commerciale: nauseato dalla routine e dalla banalità della vita moderna, decide di scomparire e fugge senza lasciare traccia di sé.
In una città straniera, affitta una camera da una signora abbandonata dal marito, che ha una figlia quindicenne che studia in un collegio. Per qualche settimana vive senza sapere che fare, vagando per la città, poi conosce Eva, una ragazza scandinava venuta a fare la ragazza alla pari nella casa di fronte alla sua, i cui proprietari però sono scomparsi. Trascorrono qualche tempo insieme, poi Eva se ne va.
Infine finiscono i soldi: non riesce più a pagare l'affitto e comprarsi da mangiare, ma la padrona di casa, innamorata dell'Italia e degli italiani, non gli dice nulla, e anzi gli offre da mangiare lascia che rubi cibo di nascosto. Poi, dopo una breve visita della figlia che il protagonista evita accuratamente di incontrare, gli propone addirittura di restare a vivere con lei: lui non intende accettare e scappa dalla casa.
Vive per qualche tempo come mendicante, riducendosi alla fame. Cerca le monetine abbandonate nelle cabine telefoniche, raccoglie cibo abbandonato nei mercati. L'unica volta che va in un ristorante dopo avere trovato un portafogli, disabituato al cibo, vomita tutto.
Non gli resta che tornare dall'ex padrona di casa: ma lei nel frattempo ha conosciuto un altro, con cui è andata a vivere. Nell'attesa di vendere la casa gli dà il permesso di usarla, ma lui un giorno preso da rabbia distrugge tutto.

## Edizioni
- Giuseppe Culicchia, Bla bla bla, collana "Gli Elefanti", Garzanti, 2000,  p. 127, ISBN 978-88-11-66648-6.